# Мемориальная церковь в Лазареваце
Мемориальная церковь Святого Димитрия в Лазареваце (серб. Спомен костурница у Лазаревцу) — православный храм-памятник в сербском городе Лазаревац, построенный в память о солдатах Сербской и Австро-Венгерской армий, погибших на Первой мировой войне в битве при Колубаре. Является значительным памятником межвоенного сербского церковного зодчества и памятником культуры Белграда.

## История
Идея возведения мемориального храма с усыпальницей в Лазареваце обусловлено необходимостью захоронения останков воинов, погибших в битве при Колубаре в 1914 году. С целью реализации эти идеи 27 марта 1921 года был создан совет по созданию церкви с усыпальницей в Лазареваце. В 1937 году сменилось руководство совета, после чего решение о строительстве церкви было утверждено. Вместо совета было создано Общество строительства мемориальной церкви с усыпальницей в Лазареваце. Было решено открыть церковь осенью 1939 года — к 25-летию битве при Колубаре, но уложиться в срок не удалось.
Участок для строительства церкви был приобретён в 1932 году. Изначально к проектированию храма был привлечён русский архитектор Василий Михайлович Андросов (1873—1934). Храм в Лазареваце должен был стать копией построенной Андросовым церкви Святого Георгия в Чукарице. Проект Андросова предполагал строительство храма в духе сербской средневековой архитектуры.. В итоге храм был построен по проекту других русских архитекторов-эмигрантов Ивана Андреевича Рыка и Андрея Васильевича Папкова в 1938—1941 годах. В 1961—1964 годах была сооружена усыпальница.

## Архитектура
Храм сооружён в духе средневековой сербской архитектуры с использованием византийских традиций.
Заметны черты русского академизма и французского ар-нуво.
Храм имеет много сходств с церковью Святого Георгия в Опленаце и с к церковью белградского монастыря Ваведенье на Сеньяке. Храм имеет в плане форму креста, вписанного в квадрат.
Под церковью находится усыпальница.
Хоры размещены над притвором.
На северной стороне притвора находится лестница, ведущая в усыпальницу и на колокольню.
На южной его стороне — кладовая. От нефа притвор отделяют две колонны, пилястры и лестница.
Основной объём церкви перекрыт крестообразным сводом.
Главный купол опирается на четыре колонны.
Окна расположены под куполом и в стенах, благодаря чему достигается хорошее освещение нефа.
В усыпальнице захоронено 37 м³ останков солдат Сербской и Австро-Венгерской армий, погибших в битве при Колубаре.